# HC Kampong
Kampong (officieel: SV Kampong Hockey) is een Nederlandse hockeyclub uit Utrecht, die onderdeel is van de omnisportvereniging SV Kampong. De hockeyafdeling is opgericht op 19 oktober 1935. De vereniging telt zo’n 3.150 leden (per 2016) en is daarmee de grootste hockeyclub van de wereld. Zowel de mannen als de vrouwen spelen in de hoogste afdeling van de Nederlandse hockeycompetitie, de hoofdklasse.

## Geschiedenis
De mannen (Heren 1) werden voor het eerst landskampioen in 1968 en hierdoor nam de club deel aan de allereerste editie van de Europacup I in 1969 in Brussel. Kampong behaalde daar de derde plaats. Pas op het Europacup I toernooi van 1986 was Kampong de beste, toen het als gevolg van het een-na-laatste landskampioenschap in 1985 mee kon doen. In het seizoen 1989/1990 werd Kampong tweede in de hoofdklasse achter HDM en kon het deelnemen aan de Europacup II in 1991 die ze uiteindelijk ook in de wacht zouden slepen.
Op de seizoenen 1994/1995 en 2005/2006 na speelden de mannen onafgebroken op het hoogste niveau.
In het seizoen 2015/2016 wonnen de Heren van SV Kampong de EHL door Amsterdam H&BC met 2-0 te verslaan. Quirijn Caspers en Bjorn Kellerman scoorden voor Kampong. Kampong werd op 20 mei 2017 landskampioen, voor het eerst sinds 32 jaar, nadat HC Rotterdam in de finale (best of three) 2x werd verslagen na shoot-outs. Grote man bij deze shoot-outs was keeper David Harte. 
Trainer Aal Cox maakte met zijn team het huzarenstukje waar: nog nooit eerder won een team, dat in de reguliere competitie als 4e eindigde, de play-offs. Kampong versloeg in de halve finale Bloemendaal (thuis 2-3 verlies, uit 2-3 winst, beslissende wedstrijd te Bloemendaal 0-2 winst). 
De vrouwen (Dames 1) promoveerden in 1986 voor het eerst naar de hoofdklasse en in 1991 mochten de vrouwen deelnemen aan de allereerst gehouden Europacup II, waar de dames in de poule bleven steken. De dames behaalde echte successen midden jaren 90. In de seizoenen 1993/1994, 1994/1995 eindigden de dames in de reguliere competitie tweede. Echter, door de invoering van de play-offs bij de hoofdklasse naar Amerikaans voorbeeld wisten de dames af te rekenen met de overige play-off-kandidaten en zo de twee tweede plaatsen om te zetten in landstitels. Vervolgens wonnen de dames ook de twee daaropvolgende Europacup I toernooien in 1995 en 1996. In het seizoen 1995/1996 verloren de dames de play off-finale van HGC met slechts één doelpunt verschil. Als troostprijs namen de dames deel aan het Europacup II toernooi in 1997 die ze uiteindelijk wonnen. De dames van Kampong Hockey spelen nog steeds in de Hoofdklasse en staan vanaf het seizoen 2016-2017 onder leiding van Santi Freixha.

## Vereniging
De vereniging telt vijf water-, een semiwater- en tweeënhalf zandingestrooide kunstgrasvelden. Het terrein is gevestigd aan de Laan van Maarschalkerweerd in Utrecht-Oost, vlak bij stadion Galgenwaard. Hoofdsponsor van de club is Rabobank Utrecht-Nieuwegein. In 1976 was Kampong de allereerste club in Nederland met een kunstgrasveld. Het ledental van de club groeit nog steeds, want in 2013 staat de teller op bijna 3000 leden. Kampong wordt gezien als een (niet-elitaire) hockeyclub voor iedereen.
De kleuren van Kampong zijn blauw en wit, voor de mannen een blauw shirt en een witte broek, voor de vrouwen een wit shirt en een blauwe rok, beide blauwe sokken.

## Bekende (ex-)spelers/sters
- André Bolhuis
- Jacques Brinkman
- Laurence Docherty
- Paul van Esseveldt
- Kyra Fortuin
- Saskia Fuchs
- Leo Klein Gebbink
- Eva de Goede
- Arno den Hartog
- Tom van 't Hek
- Constantijn Jonker
- Robbert Kemperman
- René Klaassen
- Ellen Kuipers
- Renée van Laarhoven
- Laurien Leurink
- Jeannette Lewin
- Paul Litjens
- Nick Meijer
- Malou Pheninckx
- Jean-Pierre Pierie
- Michelle van der Pols
- Lisanne de Roever
- Jaap Stockmann
- Duco Telgenkamp
- Rob Toft
- Marijn Veen
- Derck de Vilder
- Xan de Waard
- Roderick Weusthof
- Sander de Wijn

## Palmares
Heren
- Hoofdklasse:

1968, 1972, 1973, 1974, 1976, 1985, 2017, 2018, 2024,
- Hoofdklasse zaalhockey:

2007, 2013
- Euro Hockey League:

2016
- EuroHockey Club Champions Cup:

1986
- EuroHockey Cup Winners Cup:

1991
Dames
- Hoofdklasse:

1994, 1995
- Hoofdklasse zaalhockey:

2005, 2006, 2007, 2009, 2010, 2011, 2016
- EuroHockey Club Champions Cup:

1995, 1996
- EuroHockey Cup Winners Cup:

1997

### Resultaten Heren 1 en Dames 1
| 1 |

| 3 |

| 1 |

| 2 |

| 4 |

| 3 |

| 2 |

| 2 B |

| 2 |

| 3 |

| 3 |

| 1 |

| 2 |

| 4 |

| 8 |

| 5 |

| 2 |

| 9 |

| 8 |

| 9 |

| 11 |

| 1 A |

| 8 |

| 10 |

| 8 |

| 7 |

| 7 |

| 9 |

| 9 |

| 7 |

| 9 |

| 12 |

| 1 A |

| 6 |

| 9 |

| 6 |

| 6 |

| 8 |

| 3 |

| 4 |

| 3 |

| 2 |

| 3 |

| 1 |

| 1 |

| 2 |

| Overgangsklasse |

| Hoofdklasse |

| Overgangsklasse |

| Hoofdklasse |

| 1 |

| 3 |

| 1 |

| 2 |

| 4 |

| 3 |

| 2 |

| 2 B |

| 2 |

| 3 |

| 3 |

| 1 |

| 2 |

| 4 |

| 8 |

| 5 |

| 2 |

| 9 |

| 8 |

| 9 |

| 11 |

| 1 A |

| 8 |

| 10 |

| 8 |

| 7 |

| 7 |

| 9 |

| 9 |

| 7 |

| 9 |

| 12 |

| 1 A |

| 6 |

| 9 |

| 6 |

| 6 |

| 8 |

| 3 |

| 4 |

| 3 |

| 2 |

| 3 |

| 1 |

| 1 |

| 2 |

| Overgangsklasse |

| Hoofdklasse |

| Overgangsklasse |

| Hoofdklasse |

| 1 A |

| 6 B |

| 4 A |

| 3 A |

| 1 B |

| 7 |

| 6 |

| 5 |

| 4 |

| 5 |

| 6 |

| 4 |

| 2 |

| 2 |

| 2 |

| 2 |

| 4 |

| 6 |

| 3 |

| 4 |

| 7 |

| 6 |

| 5 |

| 4 |

| 5 |

| 6 |

| 5 |

| 6 |

| 4 |

| 6 |

| 10 |

| 7 |

| 7 |

| 6 |

| 5 |

| 6 |

| 8 |

| 6 |

| Eerste klasse |

| Overgangsklasse |

| Hoofdklasse |

| Eerste klasse |

| Overgangsklasse |

| Hoofdklasse |

| 1 A |

| 6 B |

| 4 A |

| 3 A |

| 1 B |

| 7 |

| 6 |

| 5 |

| 4 |

| 5 |

| 6 |

| 4 |

| 2 |

| 2 |

| 2 |

| 2 |

| 4 |

| 6 |

| 3 |

| 4 |

| 7 |

| 6 |

| 5 |

| 4 |

| 5 |

| 6 |

| 5 |

| 6 |

| 4 |

| 6 |

| 10 |

| 7 |

| 7 |

| 6 |

| 5 |

| 6 |

| 8 |

| 6 |

| Eerste klasse |

| Overgangsklasse |

| Hoofdklasse |

| Eerste klasse |

| Overgangsklasse |

| Hoofdklasse |